# Eric J. Christensen
Eric J. Christensen, američki astronom.

## Životopis
Ravnatelj je Catalina Sky Surveya za okolozemne objekte. Radi pri LPL-u (Lunar & Planetary Laboratory). Poznat je kao otkrivatelj nekoliko periodičnih kometa:
- 164P/Christensen
- 170P/Christensen
- 266P/Christensen
- 286P/Christensen
- 287P/Christensen
- 298P/Christensen
- 316P/LONEOS-Christensen